# Hanns Peter Euler
Hanns Peter Euler (* 10. August 1941 in Schweinfurt, Bayern) ist ein deutscher, in Österreich lebender Soziologe und Betriebswirt.

## Leben
Hanns Peter Euler studierte zwischen 1961 und 1966 technische Betriebswirtschaft an der Universität Karlsruhe und promovierte 1972 zum Dr. rer. pol. an der dort ansässigen Fakultät für Geistes- und Sozialwissenschaften, wo er zwischen 1979 und 1982 eine Professur für Arbeits-, Industrie- und Betriebssoziologie innehatte.
Ab Dezember 1982 war er ordentlicher Professor an der zum Institut für Soziologie gehörenden Abteilung für Wirtschaftssoziologie und Stadt- und Regionalforschung der Johannes Kepler Universität Linz. Hanns Peter Euler gilt in manchen Kreisen als Organisationspsychologe, da die Abgrenzung zwischen Soziologie und Psychologie nicht immer eindeutig ist. Bekannt ist Hanns Peter Euler insbesondere für seine Studien zur Konfliktumleitung. Am 30. September 2009 emeritierte Euler als ordentlicher Universitätsprofessor an der JKU Linz.
Zu einer seiner Schriften abseits der Soziologie gehört ein Aufsatz über August Euler, dessen Enkel er ist.

## Schriften
- Arbeitskonflikt und Leistungsrestriktion im Industriebetrieb. Bertelsmann Universitätsverlag, Düsseldorf 1973, ISBN 3-571-9146-4. (Studien zur Sozialwissenschaft, 6)
- Das Konfliktpotential industrieller Arbeitsstrukturen – Analyse der technischen und sozialen Ursachen. Westdeutscher Verlag, Opladen 1977, ISBN 3-531-11407-7. (Studien zur Sozialwissenschaft, 12)